# Mohammed Mourhit
Mohammed Mourhit (in arabo محمد مُرحيت‎?; Khouribga, 10 ottobre 1970) è un ex mezzofondista marocchino naturalizzato belga, due volte campione mondiale di corsa campestre nel 2000 e 2001.

## Biografia
Nato in Marocco e divenuto cittadino belga per matrimonio, in carriera ha stabilito i record europei sui 3000, 5000 e 10000 metri; su quest'ultima distanza è stato il primo europeo a scendere sotto il muro dei 27 minuti.
Oltre agli ori mondiali nella corsa campestre è stato anche medaglia di bronzo ai Mondiali del 1999 nei 5000 m e argento sui 3000 m ai Mondiali indoor del 2001, alle spalle di Hicham El Guerrouj.
Nel suo palmarès figura anche la mezza maratona di Lisbona, vinta nel 1997.

## Record nazionali
Seniores
- 3000 metri piani: 7'26"62 ( Monaco, 18 agosto 2000)
- 3000 metri piani indoor: 7'38"94 ( Lisbona, 11 marzo 2001)
- 2 miglia: 8'14"88 ( Hengelo, 31 maggio 1997)
- 5000 metri piani: 12'49"71 ( Bruxelles, 25 agosto 2000)
- 10000 metri piani: 26'52"30 ( Bruxelles, 3 settembre 1999)
- Mezza maratona: 1h00'18 ( Košice, 4 ottobre 1997)

## Palmarès
| Anno                          | Manifestazione             | Sede      | Evento         | Risultato | Prestazione | Note             |
| ----------------------------- | -------------------------- | --------- | -------------- | --------- | ----------- | ---------------- |
| In rappresentanza del Marocco |                            |           |                |           |             |                  |
| 1991                          | Mondiali di cross          | Anversa   | Corsa seniores | 86º       | 35'45"      |                  |
| In rappresentanza del Belgio  |                            |           |                |           |             |                  |
| 1997                          | Mondiali di cross          | Torino    | Corsa seniores | 5º        | 35'35"      |                  |
| 1997                          | Mondiali                   | Atene     | 10000 m piani  | Finale    | dns         |                  |
| 1997                          | Mondiali di mezza maratona | Košice    | Individuale    | 5º        | 1h00'18"    | Record nazionale |
| 1997                          | Mondiali di mezza maratona | Košice    | A squadre      | 15º       | 3h11'12"    |                  |
| 1998                          | Mondiali di cross          | Marrakech | Corsa lunga    | 8º        | 34'44"      |                  |
| 1999                          | Mondiali di cross          | Belfast   | Corsa lunga    | 7º        | 40'09"      |                  |
| 1999                          | Mondiali                   | Siviglia  | 5000 m piani   | Bronzo    | 12'58"80    |                  |
| 2000                          | Mondiali di cross          | Vilamoura | Corsa lunga    | Oro       | 35'00"      |                  |
| 2000                          | Giochi olimpici            | Sydney    | 10000 m piani  | Finale    | dnf         |                  |
| 2001                          | Mondiali di cross          | Ostenda   | Corsa lunga    | Oro       | 39'53"      |                  |
| 2001                          | Mondiali indoor            | Lisbona   | 3000 m piani   | Argento   | 7'38"94     |                  |
| 2002                          | Europei indoor             | Vienna    | 3000 m piani   | 6º        | 7'59"79     |                  |
| 2005                          | Mondiali                   | Helsinki  | 5000 m piani   | Batteria  | 13'22"87    |                  |

## Altre competizioni internazionali
1989
- Oro al Nissan Maryland Festival ( Baltimora) - 28'44"
- 7º alla Pepsi Vulcan Run ( Birmingham) - 29'21"
- Argento alla Brian's Run ( West Chester) - 30'17"
- Oro alla Jordan Marsh Thanksgiving Day ( Boston), 5 miglia - 25'41"

1990
- Oro alla 20 km di Parigi ( Parigi) - 59'15"
- 32º alla Crescent City Classic ( New Orleans) - 31'52"
- Bronzo alla Asbury Park Classic ( Asbury Park) - 28'47"
- Oro alla Great Cow Harbor ( Northport) - 29'38"
- Argento alla Bermuda International ADT Race ( Hamilton) - 30'00"
- 6º alla Charlotte Observer ( Charlotte) - 30'01"

1992
- Argento alla 20 km di Parigi ( Parigi) - 57'20"

1993
- 4º alla 20 km di Bruxelles ( Bruxelles) - 57'33"

1995
- 16º alla 20 km di Parigi ( Parigi) - 1h01'42"
- 5º al Memorial Peppe Greco ( Scicli) - 29'31"

1996
- 7º alla Route du Vin Half Marathon ( Grevenmacher) - 1h01'45"
- Argento alla 20 km di Parigi ( Parigi) - 58'29"
- Argento alla Belgrade Race Through History ( Belgrado), 6 km - 17'02"

1997
- 4º alla Grand Prix Final ( Fukuoka), 5000 m piani - 13'13"49
- Oro alla Mezza maratona di Lisbona ( Lisbona) - 1h01'17"
- Oro al Lotto Cross Cup de Hannut ( Hannut) - 35'15"
- 10º alla Belgrade Race Through History ( Belgrado), 6 km - 17'47"

1998
- Oro alla Great Caledonian Run ( Edimburgo) - 29'57"
- Oro al Lotto Cross Cup de Hannut ( Hannut) - 29'56"
- Bronzo all'Amendoeiras em Flor ( Albufeira) - 29'41"
- 6º alla Belgrade Race Through History ( Belgrado), 6 km - 17'29"

1999
- Bronzo alla Grand Prix Final ( Monaco di Baviera), 3000 m piani - 7'36"73
- Oro alla Mezza maratona di Amsterdam ( Amsterdam) - 1h01'00"
- Oro alla 20 km di Bruxelles ( Bruxelles) - 1h00'32"
- Oro alla Zevenheuvelenloop ( Nimega), 15 km - 43'30"
- Bronzo al Memorial Peppe Greco ( Scicli) - 29'31"
- 5º al Campaccio ( San Giorgio su Legnano) - 35'06"
- 9º all'Amendoeiras em Flor ( Albufeira) - 30'27"

2000
- Argento alla Stramilano ( Milano) - 1h00'50"
- 16º alla BOclassic ( Bolzano) - 29'32"
- 14º al Campaccio ( San Giorgio su Legnano) - 38'06"

2001
- Bronzo alla Cinque Mulini ( San Vittore Olona) - 37'19"
- 5º al Great North Crosscountry ( Newcastle upon Tyne) - 27'59"

2004
- 7º alla Rotterdam Half Marathon ( Rotterdam) - 1h03'14"

2005
- 22º alla Maratona di Rotterdam ( Rotterdam)  2h19'42"
- 6º alla City-Pier-City Loop ( L'Aia) - 1h01'54"
- 6º alla Bredase Singelloop ( Breda) - 1h03'04"

2006
- 6º alla Mezza maratona di Dronten ( Dronten) - 1h06'52"

## Riconoscimenti
- Gouden Spike (1997, 1999, 2000, 2001)